# A Passage to India (soundtrack)
A Passage to India is de originele soundtrack, gecomponeerd en gedirigeerd door Maurice Jarre voor de film A Passage to India uit 1984 van David Lean. Het album werd uitgebracht in 1985 door Capitol Records en EMI.

## Achtergrond
De partituur werd uitgevoerd door het Royal Philharmonic Orchestra en opgenomen in de CTS Studios in Kensington, Londen. De muziek werd opgenomen en gemixt door Richard Lewzey.
De soundtrack won de Oscar voor beste originele muziek en de Golden Globe voor beste filmmuziek.
In 2013 bracht Quartet Records een uitgebreide editie uit in een gelimiteerde oplage van 1200 exemplaren. Het album bevat bonustracks, muziek wat niet of gedeeltelijk is gebruikt in de film, de bekende mars "Punjaub march" van Charles Payne en de nummers van het originele album uit 1985.

## Tracklijst
Alle muziek en teksten zijn geschreven door Maurice Jarre. 
| 1.                 | A Passage to India    | 1:53 |
| 2.                 | The Marabar Caves     | 3:07 |
| 3.                 | Bombay March          | 2:34 |
| 4.                 | The Temple            | 5:21 |
| 5.                 | Frangipani            | 3:01 |
| 6.                 | Chandrapore           | 4:46 |
| 7.                 | Adela                 | 4:25 |
| 8.                 | Expectations          | 3:08 |
| 9.                 | Bicycle Ride          | 3:29 |
| 10.                | Climbing to the Caves | 4:00 |
| 11.                | Kashmir               | 2:21 |
| 12.                | Back to England       | 2:30 |
| Totale duur: 40:35 |                       |      |

## Personeel
- Barry Griffith – concertmeester
- Aashish Khan – Tambura (Indiase adviseur)
- John Leach – santoor
- Jeanne Loriod – ondes-Martenot
- Cynthia Millar – ondes-Martenot
- Ram Narayan – sarangi

## Prijzen en nominaties
| Jaar | Prijs                              | Categorie                                                                       | Genomineerde(n)                    | Uitslag     |
| ---- | ---------------------------------- | ------------------------------------------------------------------------------- | ---------------------------------- | ----------- |
| 1985 | Academy Award (Oscar)              | Beste originele muziek                                                          | A Passage to India – Maurice Jarre | Gewonnen    |
| 1985 | Golden Globe                       | Beste filmmuziek                                                                | A Passage to India – Maurice Jarre | Gewonnen    |
| 1986 | British Academy Film Award (BAFTA) | Best Film Music                                                                 | A Passage to India – Maurice Jarre | Genomineerd |
| 1986 | Grammy Award                       | Best Album of Original Score Written for a Motion Picture or Television Special | A Passage to India – Maurice Jarre | Genomineerd |